# A Rocha
A Rocha [a roša] (znamená portugalsky skála) je mezinárodní křesťanská organizace zaměřená na ochranu životního prostředí. Byla založena v Portugalsku v roce 1983 Angličany Peterem a Mirandou Harrisovými. Jedná se o mezidenominační neziskovou organizaci kontrolovanou správní radou.
Aktivně působící pobočky má v 19 zemích: v Brazílii, Česku, Finsku, Francii, Ghaně, Indii, Jihoafrické republice, Kanadě, Keně, Libanonu, Nigérii, Nizozemsku, Novém Zélandu, Peru, Portugalsku, Spojeném království, Spojených státech amerických, Švýcarsku a Ugandě.
V České republice vznikla oficiální pobočka v roce 2002, přípravy k založení pobočky zejména pod vedením kazatele Církve bratrské Pavla Světlíka ale probíhaly tou dobou již několik let.